# Norma Inés Aguilar León
Norma Inés Aguilar León (México, Ciudad de México, 1966) es una docente, funcionaria pública y activista en derechos humanos, mexicana. De 2015 a 2017 se desempeñó como Visitadora General en la Cuarta Visitaduría de la Comisión Nacional de los Derechos Humanos, en la que se conocen asuntos en materia indígena y de género. Se desempeñó como Jefa de la Oficina de la entonces secretaria de la Función Pública, Maestra Arely Gómez González, Titular de dicha dependencia de la Administración Pública Federal, durante el sexenio de Enrique Peña Nieto.

## Trayectoria profesional
Licenciada, Especialista en Administración y Procuración de Justicia, y Maestra en Derecho con mención honorífica, por la Universidad Nacional Autónoma de México. Ha realizado estudios de posgrado en ciencia política y derechos humanos en las universidades de Salamanca y de Castilla-La Mancha, ambas en España; obteniendo de esta última, el certificado de estudios avanzados a nivel europeo, por la Facultad de Ciencias Jurídicas y Sociales.
Ha participado como ponente en múltiples ocasiones en conferencias organizadas por instituciones académicas y gubernamentales como la Universidad Nacional Autónoma de México, el Instituto Electoral del Estado de México, el Tribunal Electoral del Distrito Federal, y el Tribunal Estatal Electoral de Chihuahua.
En la Facultad de Derecho de la Universidad Nacional Autónoma de México, se ha desempeñado como docente de las asignaturas de Ética y Derechos humanos, Introducción al Derecho Procesal Electoral, Derecho Procesal Electoral; y Derechos Humanos y los Poderes de la Unión; y hasta el 2014 fue Directora del Seminario de Derecho Electoral por acuerdo del Consejo Técnico de la Facultad de Derecho de dicha Institución. Así también, es integrante del claustro docente del Instituto Electoral del Estado de México.
Ha ocupado diversos cargos dentro del sector público, como en la Secretaría de Gobernación, en el Tribunal Electoral del Poder Judicial de la Federación, y en la Comisión Nacional de los Derechos Humanos como Visitadora Adjunta.
En 2015 fue designada Visitadora General en la Cuarta Visitaduría de la Comisión Nacional de los Derechos Humanos, donde a través de los programas de Promoción de los Derechos Humanos de los Pueblos y Comunidades Indígenas, Gestión de Beneficios de Libertad Anticipada para Indígenas y de Asuntos de la Mujer y de Igualdad entre Mujeres y Hombres, trabajó en la protección y defensa de derechos humanos de estos grupos de atención prioritaria. Asimismo, como representante del Organismo Nacional protector de los Derechos Humanos, compareció ante el Mecanismo de Expertos de la Organización de las Naciones Unidas, en Ginebra, Suiza, exponiendo la situación de desigualdad de los pueblos y comunidades indígenas en México; en la Red de Mujeres de la Federación Iberoamericana del Ombudsman, fue Coordinadora Regional de América del Norte y presidió el Comité para la Prevención, Atención y Vigilancia de los casos de Acoso y Hostigamiento Sexual. También formó parte del Comité de Ética e Integridad, así como del Comité de Educación en Derechos Humanos de la Comisión Nacional.

## Distinciones y publicaciones
Fue reconocida por el Colegio de Abogados del Estado de México A.C., por su destacado ejercicio profesional y trayectoria en los diferentes ámbitos de la abogacía.
En diversas ocasiones ha escrito y publicado artículos sobre derechos político electorales, derechos humanos, derechos laborales y derechos de la mujer, transversalizando la perspectiva de género en temas como el derecho al voto, la participación en los partidos políticos, y la igualdad jurídica y política de las mujeres lo anterior, haciendo énfasis en la trascendencia de la educación como factor de transformación social.